# 特魯格山
46°32′50″N 8°00′56″E / 46.54722°N 8.01556°E

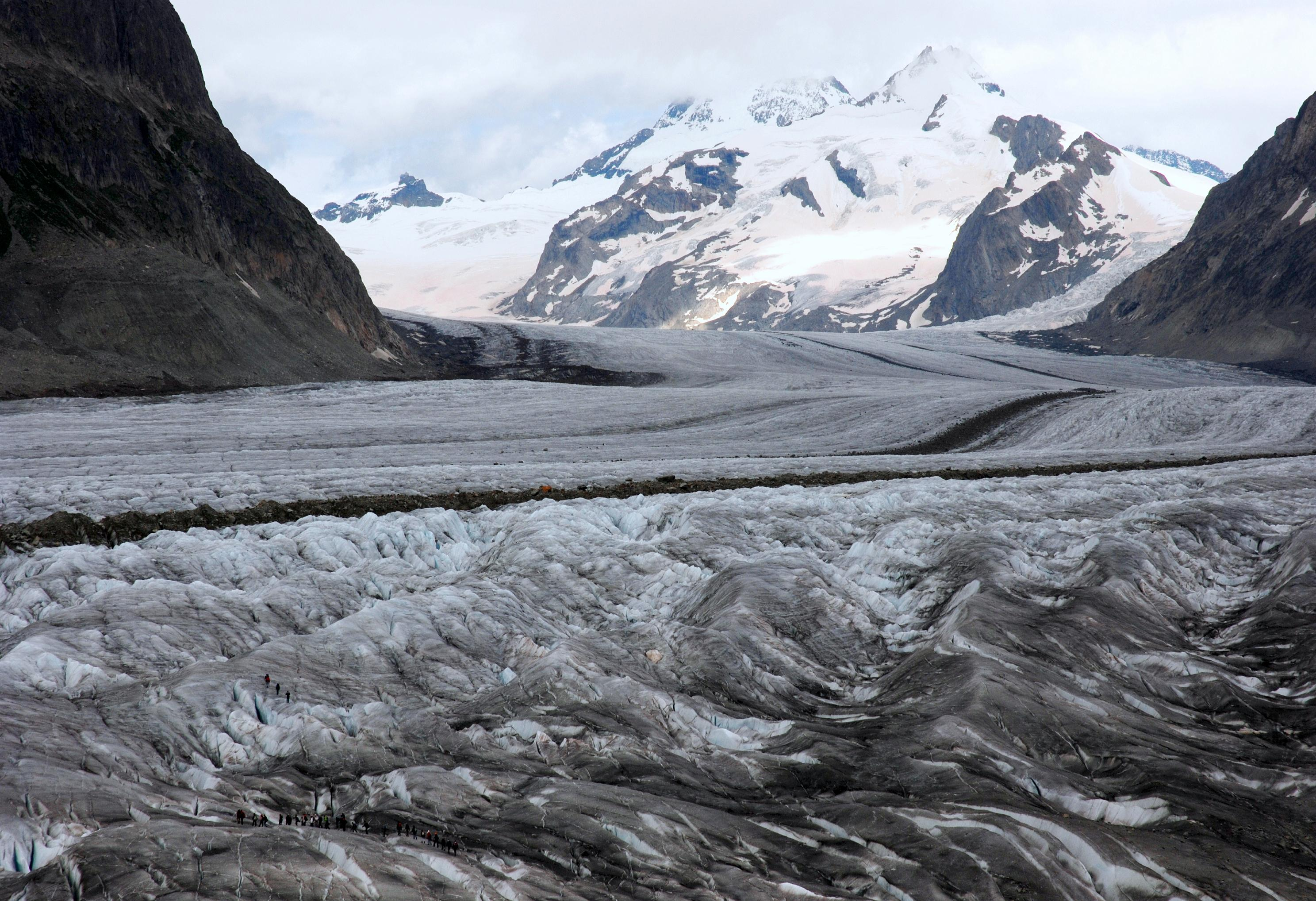

特魯格山（Trugberg），是瑞士的山峰，位於該國南部，由瓦萊州負責管轄，屬於伯尔尼山的一部分，處於僧侶峰以南，海拔高度3,933米，人類在1871年首次登頂。

## 外部連結
- Swiss mountains names www.swissworld.org. Retrieved 2010-04-05
- Trugberg on SummitPost （页面存档备份，存于）
- Trugberg on Hikr （页面存档备份，存于）